# 豪勋爵岛竹节虫
豪勋爵岛竹节虫（學名：Dryococelus australis）是澳洲特有的一種大型竹節蟲，因其外貌與龍蝦相近，而有樹龍蝦（tree lobster）的暱稱，於1930年一度被視為已滅絕，於2001年卻被重新發現（這現象稱為拉撒路現象）。
此蟲已在其最大的棲息地豪勳爵島（英語：Lord Howe Island）上滅絕，目前僅在鄰近的火山岩波爾斯金字塔（Ball's Pyramid）上發現一個小於30個個體的種群，因此被稱為「世上最罕有的昆蟲」。

## 行為及解剖學

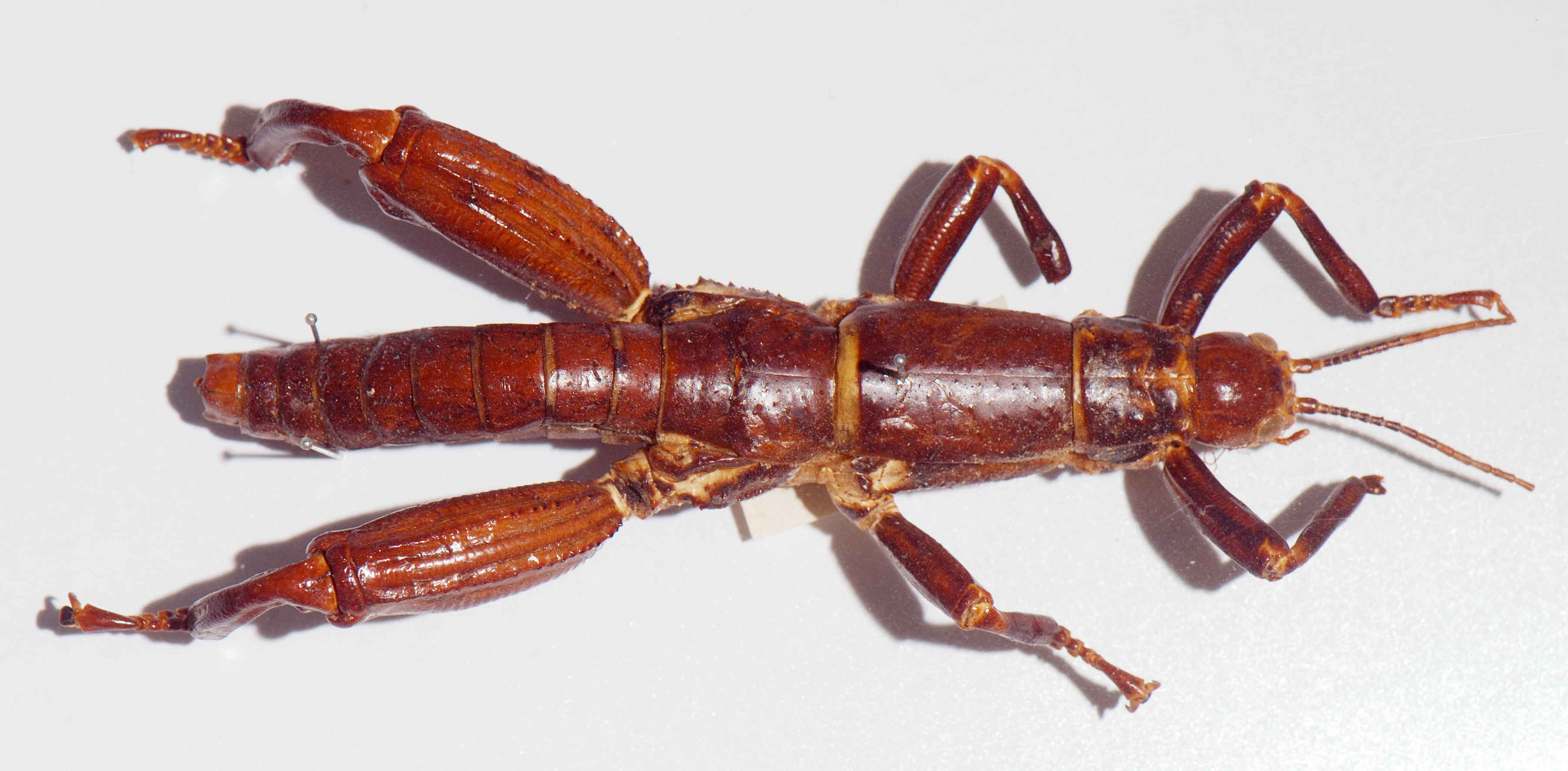
豪勳爵島竹節蟲標本，位於墨爾本博物館

豪勋爵岛竹节虫成蟲長達15厘米，重達25克，一般雌蟲比雄蟲大。基於牠們的體格及色彩，有「地上的龍蝦」（land lobsters）及「步行的香腸」（walking sausages）等別名。牠們具有橢圓形的軀體及結實的足部，雄性更有一對不合比例的粗壯股節。與大部分竹節蟲不同，牠們沒有翅膀，但跑步速度卻很快。
这种竹节虫的行为对昆虫类来说极为罕见。雄性和雌性形成了某种纽带关系。雄性遵循雌性，并且它们的活动取决于雌性。在夜间，雄性的三根腿包裹着雌性，竹节虫夫妇相拥入眠。
雌性竹节虫在倒悬于树枝时产卵。9个月之后便能孵化。若蟲起初是鲜绿色，并且在昼间活动，但当其成熟之后便会变为黑色并改为夜间活动。

## 保育歷史及现状
豪勳爵竹節蟲在豪勳爵島上曾經非常普遍，一度被當成魚餌使用。但自從1918年，擱淺的「Makambo」號運輸船將黑鼠帶進島內後，因為外來優勢物種的入侵，這種昆蟲很快就在當地滅絕。最後一次在島上看到這種昆蟲是1920年，之後人們便認為牠已經絕種。
1960年一組登山隊造訪位於豪勳爵島東南方23公里處的波爾斯金字塔（世界上最高的獨立的海蝕柱，从海平面到海拔562公尺是完全沒有植被的絕壁）。在這裡發現一隻已死的豪勳爵島竹節蟲，其後數年陸續有零星的發現，但始終沒有發現存活的個體。
2001年，一群昆蟲學家及保育人士前往波爾斯金字塔調查當地的動植物群落，意外的在獨立的千層樹叢下發現一個十分小的豪勳爵竹節蟲聚落，數目約有20至30隻。
2003年來自新南威爾斯國家公園暨野生動物復育的人員，為了復育物種，在波爾斯金字塔採集了兩對成蟲，一對送往位於悉尼的私人飼育中心，另一對送至墨爾本動物園。虽然起步艱難，但经过努力已经取得人工繁殖的成功。最終的目標是培養足夠復育的野放數量，並在豪勳爵島消滅入侵物種黑鼠計劃成功後，将它们野放復育。
至2006年，豢養的數量已達到50隻個體及上千顆待孵化的卵。2012年4月，墨爾本動物園已有超過9000只豪勳爵竹節蟲個體，包括1000餘只成蟲和2萬顆卵。
在2016年初，墨爾本動物園已孵化了1萬3千顆卵，並將卵送至位於歐洲的布里斯托尔動物園、位於美國的圣迭戈动物园和位於加拿大的多倫多動物園以建立不同的保險種羣。
一项2017年的研究将源自波尔斯金字塔的竹节虫与在豪勋爵岛捕获的标本进行了DNA对比，发现了两者的基因序列差距可与标本之间的差距相提并论。这说明了尽管两者在形态上有所不同，这两个种群代表相同的物种。

## 外部鏈接
- The Lord Howe Island Phasmid: an extinct species reborn by David Priddel, at the Foundation for National Parks & Wildlife
- Preparing Lord Howe for the reintroduction of the Phasmid by Carmen Welss, at the Foundation for National Parks & Wildlife
- Sticks and stones（页面存档备份，存于） article, Sydney Morning Herald, 18 October 2003 (with picture)
- Giant stick insect rediscovered（页面存档备份，存于）, science news 14 February 2001 at the Australian Broadcasting Corporation
- New Scientist, July 15, 2006